# Albert Ier de Mecklembourg
Pour les articles homonymes, voir Albert Ier.
Albert Ier de Mecklembourg (né après 1230, mort le 15 mai ou le 17 mai 1265) était un prince du Mecklembourg de 1264 à 1265.
Il était le fils de Jean Ier de Mecklembourg et de Luitgard de Henneberg (1210-1267), fille du comte Poppo VII von Henneberg. Il a régné conjointement avec son frère Henri Ier de Mecklembourg. Albert Ier a été enterré à l'église du monastère de Doberan.